# Ernst Holzinger
Ernst Holzinger (* 5. Juli 1901 in Ulm; † 8. September 1972 in Zaun, Berner Oberland, Schweiz) war ein deutscher Kunsthistoriker. Von 1938 bis 1972 leitete er das Städelsche Kunstinstitut in Frankfurt am Main.

## Leben
Holzinger stammt aus einem schwäbischen Pfarrershaus. Sein Vater war der Stadtpfarrer am Ulmer Münster und späterer Dekan von Ulm Heinrich Holzinger (1863–1944). Er studierte Kunstgeschichte an den Universitäten Tübingen, München und Berlin. Er war seit dem Wintersemester 1919/20 Mitglied der Studentenverbindung AV Igel Tübingen. 1927 wurde er an der Universität München bei Heinrich Wölfflin mit einer Dissertation über Albrecht Dürers Basler Holzschnitte promoviert. Er war einer der letzten Schüler Wölfflins.
Von 1928 bis 1933 war Holzinger unter Ernst Buchner Assistent am Wallraf-Richartz-Museum in Köln. Mit Buchner konzipierte er die Ausstellung Neuere deutsche Kunst, die 1932 in Oslo, Kopenhagen und Köln gezeigt wurde. 1933 folgte er Buchner, als dieser Generaldirektor der Bayerischen Staatsgemäldesammlung wurde nach München, wo er Kustos in der Alten Pinakothek wurde.
1938 bewarb er sich auf Empfehlung von Hanns Swarzenski um den Direktorenposten des Städelschen Kunstinstituts in Frankfurt am Main. Dieser war vakant geworden, weil der bisherige Direktor Georg Swarzenski wegen seiner Sammlungspolitik, vor allem aber wegen seiner jüdischen Herkunft in den Ruhestand versetzt wurde. Georg Swarzenski hatte sich für Holzinger – unter den gegebenen Umständen – als seinen Nachfolger eingesetzt, weil dieser sich mit einem sehr sachbezogenen Schreiben beworben hatte. Zugleich wollte er vermeiden, dass ein regimekonformen Parteimann an der Spitze des Städel gelangte. Die Mitbewerber um den Direktorenposten, unter anderem Walther Karl Zülch und Luitpold Dussler, hatten sich als treue Parteigänger der Nationalsozialisten zu erkennen gegeben. Holzinger arbeitete mit Alfred Wolters zusammen, der seit 1928 der Direktor der – mit dem Städel verbundenen – Städtischen Galerie in Frankfurt am Main war.
Zwischen 1941 und 1943 war Holzinger als „Sachverständiger zur Sicherung und Verwertung von Kulturgut aus jüdischem Besitz für die Zwecke des Reiches“ tätig. Er schätzte dabei den Wert von Kunstwerken und unterbreitete Vorschläge für ihre Verwertbarkeit, darunter gehörte auch die Sammlung Oppenheim. Im Auftrag der Stadt Frankfurt hielt er sich in Ländern unter deutscher Besatzung auf und erwarb zahlreiche Kunstwerke, die nach dem Krieg umgehend restituiert werden mussten.
1947 wurde er Honorarprofessor für Mittlere und Neuere Kunstgeschichte am Kunstgeschichtlichen Institut der Universität Frankfurt am Main. 1949 übernahm er von Alfred Wolters – nach dessen Pensionierung – auch das Amt des Direktors der Städtischen Galerie. Von 1967 bis zu seinem Tod war er Vorsitzender des Arbeitskreises selbständiger Kultur-Institute e. V. – AsKI.
1971 wurde Holzinger in den Ruhestand versetzt. Während eines Urlaubs im Schweizer Oberland erlag er im September 1972 einem plötzlichen Herzversagen. Ihm folgte als Museumsdirektor der Kunsthistoriker Klaus Gallwitz.
Er war mit Elisabeth Holzinger (geb. Fischer) verheiratet, der Ehe entstammten zwei Kinder.

## Auszeichnungen und Preise (Auswahl)
- Bayerischer Verdienstorden
- Ehrenplakette der Stadt Frankfurt am Main, 1966